# Diplotoxa polita
Diplotoxa polita är en tvåvingeart som beskrevs av Malloch 1930. Diplotoxa polita ingår i släktet Diplotoxa och familjen fritflugor.
Artens utbredningsområde är Samoa. Inga underarter finns listade i Catalogue of Life.